# 中国驻安哥拉大使馆
中华人民共和国驻安哥拉共和国大使馆（葡萄牙語：Embaixada da República Popular da China na República de Angola），简称中国驻安哥拉大使馆，是中华人民共和国驻安哥拉的外交代表机构。

## 机构设置
中国驻安哥拉大使馆设置下列机构：
- 政治处
- 经济商务处
- 武官处
- 领事侨务处（含原警务组）
- 办公室